# Microrégion de Guarapari
La microrégion de Guarapari est l'une des quatre microrégions qui subdivisent le centre de l'État de l'Espírito Santo au Brésil.
Elle comporte 6 municipalités qui regroupaient 188 512 habitants en 2010 pour une superficie totale de 2 093 km².

## Municipalités[1]
- Alfredo Chaves
- Anchieta
- Guarapari
- Iconha
- Piúma
- Rio Novo do Sul